# Lepidagathis lutea
Lepidagathis lutea är en akantusväxtart som beskrevs av Dalz.. Lepidagathis lutea ingår i släktet Lepidagathis och familjen akantusväxter. Inga underarter finns listade i Catalogue of Life.